# Из-под глыб
«Из-под глыб» (1974) — сборник статей живших в СССР авторов (два из которых использовали псевдонимы — «А. Б.» и «Ф. Корсаков») о настоящем и о возможном будущем России.
Впервые опубликован издательством ИМКА-Пресс в Париже на русском языке (1974 г.), в СССР нелегально распространялся в Самиздате. В 1975 году сборник был переведён на европейские языки и издан во Франции, США, Англии и Западной Германии. В России впервые вышел в издательстве «Из глубин» в 1990 году, три статьи А. И. Солженицына были напечатаны также в журнале «Новый мир» (№ 5, 1991).
В 1992 году сборник переиздан издательством «Русская книга», при этом добавлены материалы двух пресс-конференций, данных авторами по поводу выхода сборника в 1974 году.

## Структура
От составителей.
- А. И. Солженицын. На возврате дыхания и сознания.
- И. Р. Шафаревич. Социализм.
- М. С. Агурский. Современные общественно-экономические системы и их перспективы.
- И. Р. Шафаревич. Обособление или сближение?
- А. И. Солженицын. Раскаяние и самоограничение как категории национальной жизни.
- А. Б. (М. К. Поливанов). Направление перемен.
- Ф. Корсаков (Ф. Г. Светов). Русские судьбы.
- Е. В. Барабанов. Раскол Церкви и мира.
- В. М. Борисов. Личность и национальное самосознание.
- А. И. Солженицын. Образованщина.
- И. Р. Шафаревич. Есть ли у России будущее?

## История появления и цели
Формальным поводом для возникновения сборника была публикация в одном из номеров выходившего в Нью-Йорке и Париже ежеквартального «Вестника Русского христианского студенческого движения» (ВРХД) трёх анонимных статей живших в СССР авторов.
Солженицын писал:
В «Вестнике РСХД» проявилось несколько лет назад такое целое направление — уроженцы России, живущие в России, обвиняют её так, будто сами они в этой грязи не варятся и чисты, ни к чему отношения не имеют… антипод раскаяния — очень сейчас распространено это в советской общественности и в советской так называемой третьей эмиграции. Это — обвинять Россию и даже поносить Россию — без чувства совиновности, без признания своей собственной доли в этой вине. Чрезвычайно характерно недавно это прорвалось в первом номере «Континента» — Синявский в своей статье буквально написал следующее: «Россия-сука, ты ещё ответишь и за это!» В данном случае речь идёт о еврейской эмиграции в наше время. Но это частный пример. А всё выражение — сын говорит матери: «Россия-сука, ты ещё ответишь за это!» И за это, значит, и ещё за многое другое ты ответишь! Даже во всей истории русского самооплёвания такого выражения я не помню.
По воспоминаниям И. Р. Шафаревича, идея сборника принадлежала А. И. Солженицыну, а цели сборника он видел так:

… при всей остроте сегодняшних экономических, политических и социальных проблем наше будущее определяется всё же в первую очередь … тем, как мы ответим на духовные вопросы, которые встают перед нами.
М. С. Агурский, заостряя внимание на том, что он является «участником движения, целью которого является национальное и духовное возрождение еврейского народа», отметил:

Несмотря на, казалось бы, полное несходство наших целей, нас объединяют многие общечеловеческие идеалы, а также общность исторической судьбы в последние более чем полвека.

## Преемственность
Сборник «Из-под глыб» продолжил собою ряд историософских альманахов «Проблемы идеализма» (М., 1902): «Вехи. Сборник статей о русской интеллигенции» (М., 1909) и «Из глубины. Сборник статей о русской революции» (М., 1918) Суть названия была раскрыта в предисловии Солженицына: «Много десятилетий ни один вопрос, ни одно крупное событие нашей жизни не было обсуждено свободно и всесторонне, так чтобы мочь нам произнести истинную оценку происшедшего и путей выхода из него. Но всё подавлялось при начале же, всё покидалось неосмысленным хаотическим хламом, без заботы о прошлом, а значит и о будущем. А там валились новые, новые события, грудились такими же давящими глыбами, так что потеряны были и интерес и силы к разбору… Из той темноты и сырости, из-под глыб, мы и трогаем теперь первыми слабыми всходами. Ожидая от истории дара свободы и других даров, мы рискуем никогда их не дождаться. История — это сами мы, и не минуть нам самим взволочить на себя и вынести из глубин ожидаемое так жадно». И когда обновится общество, появится щель, «пролом свободы», мечтал Солженицын, тут-то и выступит из «глуби моря, как Тридцать Три богатыря» шлемоблещущая рать — и «так восстановится великая наша литература (в том числе философско-публицистическая), которую мы спихнули на морское дно при Великом Переломе, а может ещё и раньше».
В статье «Образованщина» Солженицын прямо обращался к суждениям и идеям, изложенным в «Вехах». Он писал:
Роковые особенности русского предреволюционного образованного слоя были основательно рассмотрены в «Вехах» — и возмущённо отвергнуты всею интеллигенцией, всеми партийными направлениями от кадетов до большевиков. Пророческая глубина «Вех» не нашла (и авторы знали, что не найдут) сочувствия читающей России, не повлияла на развитие русской ситуации, не предупредила гибельных событий. Вскоре и название книги, эксплуатированное другою группою авторов («Смена вех») узко политических интересов и невысокого уровня, стало смешиваться, тускнеть и вовсе исчезать из памяти новых русских образованных поколений, тем более — сама книга из казённых советских библиотек. Но и за 60 лет не померкли её свидетельства: «Вехи» и сегодня кажутся нам как бы присланными из будущего. И только то радует, что через 60 лет, кажется, утолщается в России слой, способный эту книгу поддержать. Сегодня мы читаем её с двойственным ощущением: нам указываются язвы как будто не только минувшей исторической поры, но во многом — и сегодняшние наши. И потому всякий разговор об интеллигенции сегодняшней… почти нельзя провести, не сравнивая нынешних качеств с суждениями «Вех».

## Критика
Сборник вызвал споры и резкую критику как со стороны официальной советской пропаганды, так и в кругах представителей левого (марксистского) крыла диссидентского движения:
Составители сборника «Из-под глыб», и прежде всего Солженицын и Шафаревич, не просто не принимают социализм и социалистические идеи, их проповедь исходит из ненависти к социализму, допускающей при этом в борьбе со своими оппонентами любые средства… Что касается социально-политических и экономических высказываний авторов сборника, то здесь вообще нет никакой основы для научной полемики…
Многие идеи авторов (критические замечания о советской интеллигенции, положительные высказывания о религии, вера в самобытность России) сборника вызвали резкое неприятие у значительной части либерально и демократически мыслящей советской интеллигенции.
Писатель А. Д. Синявский был одним из первых, кто обвинил Солженицына в русском национализме, шовинизме и желании построить автократическое государство.
Ответы на подобную критику имеются в статьях И. Р. Шафаревича «Арьергардные бои марксизма» (1978) и «Русофобия» (1982), статье А. И. Солженицына «Наши плюралисты» (1982) и его автобиографическом очерке «Угодило зёрнышко промеж двух жерновов», а также в работах Г. Андреева «Не близнецы, но – братья» и др..